# Janine Connes
Janine Connes   (Dijon, 19 de maig de 1926 - Orsay, 28 de novembre de 2024) va ser una astrònoma francesa la investigació de la qual va conduir a l'establiment del mètode de l'espectroscòpia infraroja de transformada de Fourier, que va establir les bases del que es convertiria en un nou camp significatiu. Connes estava casada amb Pierre Connes, un company astrònom i sovint realitzaven investigacions junts.
El treball de Connes es va basar principalment en l’anàlisi de la tècnica d'espectroscòpia infraroja de transformada de Fourier, un camp que va començar a estudiar el 1954. La seva tesi i les publicacions posteriors van donar una anàlisi en profunditat dels detalls pràctics necessaris per al seu ús, amb la seva tesi acreditada per establir molts dels primers principis de disseny. Amb el seu marit, Pierre Connes, va imaginar Venus i Mart a l'Observatori del Pic del Migdia de Bigorre amb el mètode, presentant imatges molt millors que d'altres en aquell moment. Connes va identificar l'avantatge de registrar d'utilitzar interferometria.